# Inni (album)
Inni – trzecia płyta studyjna tarnowskiego zespołu Totentanz, wydana 11 kwietnia 2011 roku nakładem wydawnictwa Mystic Production.

## Lista utworów
1. „Może warto” – 3:05
2. „Ona” – 3:59
3. „Zobaczyć siebie” – 3:46
4. „Za wszelką cenę” – 3:43
5. „Lawendowe pola” – 5:39
6. „Dzień na sprzedaż” – 5:06
7. „Galerianka” – 4:00
8. „Pierwsza Stacja Koniec” – 3:48
9. „Ferajna” – 4:09
10. „J. & Q.” – 4:17
11. „Normalnie zwariować” – 3:56
12. „Inni” – 3:06
13. „Wiem” – 9:15

## Twórcy
- Rafał Huszno – gitara, wokal
- Erik Bobella – gitara basowa
- Adrian Bogacz – gitara
- Sebastian Mnich – perkusja